# World's Championship Series
Les World's Championship Series sont une ancienne compétition, officiellement amicale (matches d'exhibition), de baseball aux États-Unis opposant les champions de la Ligue nationale et ceux de l'American Association entre 1884 et 1890. Parfois abrégée en World Series par les journalistes de l'époque, elle donnera son nom aux World Series modernes opposant depuis 1903 les champions de la Ligue nationale et ceux de la Ligue américaine.

## Histoire
La première édition, en 1884, se tient au Polo Grounds de New York devant 2 000 spectateurs lors du premier match. Le lanceur de Providence Old Hoss Radbournwin (60 victoires cette saison) est sur le monticule pour les trois parties.
Lors de l'édition 1885, les deux clubs impliqués intéressent financièrement la série en engageant 500 dollars chacun ; le vainqueur remportant la mise en plus de 60 % des recettes guichets contre 40 % pour le perdant. Cette série s'achève en polémique à la suite du match numéro deux au cours duquel les joueurs de Saint-Louis quittent le terrain pour protester contre une décision arbitrale. Le résultat du match n'est d'abord pas pris en compte et Saint-Louis pense s'être imposé par trois victoires à deux plus un match nul. Afin de ne pas avoir à payer les 500 dollars aux vainqueurs, Albert Spalding, propriétaire des Chicago White Stockings exige que le match abandonné par Saint-Louis compte comme une victoire par forfait pour Chicago, remettant ainsi les deux équipes à égalité sur la série.
Même affiche en 1886 avec une opposition revanche entre Saint-Louis et Chicago. Albert Spalding exige pour jouer la série que le vainqueur conserve l'intégralité des recettes aux guichets. Saint-Louis accepte ces conditions... et remporte la série.
En 1887, la Série se transforme en une sorte de tournée à travers les États-Unis. Pas moins de 22 matches sont joués. On retrouve à partir de 1888 une configuration plus classique. La dernière édition se tient en 1890 en raison du refus de la Ligue nationale en 1891 de poursuivre la cohabitation avec l'American Association.

## Palmarès
- 1884 : Les Providence Grays (NL) s'imposent face aux New York Metropolitans (AA) par trois victoires à zéro[2].
- 1885 : Les St. Louis Browns (AA) s'imposent sur sept matches face aux Chicago White Stockings (NL). Avec trois victoires chacun et un match nul, la série s'achève en polémique[3].
- 1886 : Les St. Louis Browns (AA) s'imposent par quatre victoires à deux face aux Chicago White Stockings (NL)[4].
- 1887 : Les Detroit Wolverines (NL) s'imposent face aux St. Louis Browns (AA) par dix victoires à cinq[5].
- 1888 : Les New York Giants (NL) s'imposent par six victoires à deux contre les St. Louis Browns (AA)[6].
- 1889 : Les New York Giants (NL) s'imposent contre les Brooklyn Bridegrooms (AA) par six victoires à trois[7].
- 1890 : Les Brooklyn Bridegrooms (NL) s'imposent en sept matches (3-3-1) face aux Louisville Colonels (AA)[8].